# Isla Tac
Isla Tac är en ö i Chile.   Den ligger i regionen Región de Los Lagos, i den södra delen av landet, 1 000 km söder om huvudstaden Santiago de Chile. Arean är 7,0 kvadratkilometer.
Terrängen på Isla Tac är platt. Öns högsta punkt är 51 meter över havet. Den sträcker sig 2,7 kilometer i nord-sydlig riktning, och 4,4 kilometer i öst-västlig riktning.